# طاقة شمسية

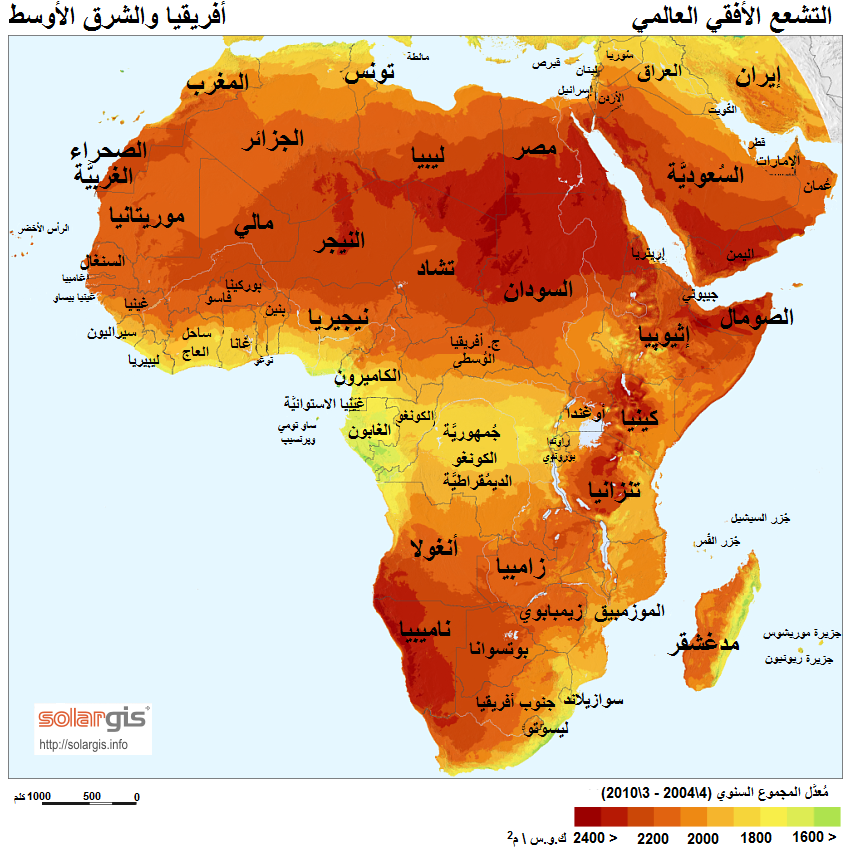
خريطة توضح الإشعاع الشمسي في أفريقيا والوطن العربي.

الطاقة الشمسية  هي أشعة الضوء والحرارة الصادرة من الشمس واستغلها الإنسان واستفاد منها منذ العصور القديمة باستعمال وسائل التقنية التي تتغير باستمرار. وتضم تقنيات استخدام الطاقة الشمسية استخدام الطاقة الحرارية للشمس سواء للتسخين المباشر أو ضمن عملية تحويل آلية لحركة أو لطاقة كهربائية، أو لتوليد الكهرباء عبر الظواهر الكهروضوئية باستخدام ألواح الخلايا الضوئية الجهدية بالإضافة إلى التصميمات المعمارية التي تعتمد على استغلال الطاقة الشمسية، وهي تقنيات تستطيع المساهمة بشكل بارز في حل بعض من أكثر مشاكل العالم إلحاحا اليوم.
تُعزى معظم مصادر الطاقة المتجددة المتوافرة على سطح الأرض إلى الإشعاعات الشمسية بالإضافة إلى مصادر الطاقة الثانوية، مثل طاقة الرياح وطاقة الأمواج والطاقة الكهرومائية والكتلة الحيوية. من الجدير بالذكر أنه لم يُسْتَخْدَم سوى جزء صغير من الطاقة الشمسية المتوافرة في حياتنا. ونحصل على الطاقة الكهربية من الطاقة الشمسية بواسطة محركات حرارية أو محولات فولتوضوئية. وبمجرد تحويل الطاقة الشمسية إلى طاقة كهربية، فإن براعة الإنسان هي فقط التي تتحكم في استعمالاتها. ومن تطبيقات استعمال الطاقة الشمسية هي نظم التسخين والتبريد خلال التصميمات المعمارية التي تعتمد على استغلال الطاقة الشمسية، والماء الصالح للشرب خلال التقطير والتطهير، واستغلال ضوء النهار، وتسخين المياه، والطهو بالطاقة الشمسية، ودرجات الحرارة المرتفعة في أغراض صناعية.
تتسم وسائل التقنية التي تعتمد الطاقة الشمسية عمومًا بأنها إما أن تكون نظم طاقة شمسية سلبية أو نظم طاقة شمسية إيجابية وفقًا لطريقة تحويل وتوزيع ضوء الشمس من خلالها. وتشمل التقنيات التي تعتمد على استغلال الطاقة الشمسية الإيجابية استخدام اللوحات الفولتوضوئية والمجمع الحراري الشمسي، مع المعدات الميكانيكية والكهربية، لتحويل ضوء الشمس إلى مصادر أخرى مفيدة للطاقة. هذا، في حين تتضمن التقنيات التي تعتمد على استغلال الطاقة الشمسية السلبية توجيه أحد المباني ناحية الشمس واختيار المواد ذات الكتلة الحرارية المناسبة أو خصائص تشتيت الأشعة الضوئية، وتصميم المساحات التي تعمل على تدوير الهواء بصورة طبيعية.

## مقدار الطاقة الشمسية القادمة إلى الأرض

يصل إلى سطح الأرض حوالي نصف كمية الطاقة الشمسية القادمة إليه من الشمس

يستقبل كوكب الأرض 174 بيتا واط من الإشعاعات الشمسية القادمة إليه (الإشعاع الشمسي) عند طبقة الغلاف الجوي العليا. وينعكس ما يقرب من 30% من هذه الإشعاعات عائدة إلى الفضاء بينما تُمتص النسبة الباقية بواسطة السحب والمحيطات والكتل الأرضية. ينتشر معظم طيف الضوء الشمسي الموجود على سطح الأرض عبر المدى المرئي وبالقرب من مدى الأشعة تحت الحمراء بالإضافة إلى انتشار جزء صغير منه بالقرب من مدى الأشعة فوق البنفسجية.
تمتص مسطحات اليابسة والمحيطات والغلاف الجوي الإشعاعات الشمسية، ويؤدي ذلك إلى ارتفاع درجة حرارتها. يرتفع الهواء الساخن الذي يحتوي على بخار الماء الصاعد من المحيطات مسبباً دوران الهواء الجوي أو انتقال الحرارة بخاصية الحمل في اتجاه رأسي. وعندما يرتفع الهواء إلى قمم المرتفعات، حيث تنخفض درجة الحرارة، يتكثف بخار الماء في صورة سحب تمطر على سطح الأرض، ومن ثم تتم دورة الماء في الكون. تزيد الحرارة الكامنة لعملية تكثف الماء من انتقال الحرارة بخاصية الحمل، مما يؤدي إلى حدوث بعض الظواهر الجوية، مثل الرياح والأعاصير والأعاصير المضادة. وتعمل أطياف ضوء الشمس التي تمتصها المحيطات وتحتفظ بها الكتل الأرضية على أن تصبح درجة حرارة سطح الأرض في المتوسط 14 درجة مئوية. ومن خلال عملية التمثيل الضوئي الذي تقوم به النباتات الخضراء، يتم تحويل الطاقة الشمسية إلى طاقة كيميائية، مما يؤدي إلى إنتاج الطعام والأخشاب والكتل الحيوية التي يُستخرج منها الوقود الحفري.

يصل إجمالي الطاقة الشمسية التي يمتصها الغلاف الجوي والمحيطات والكتل الأرضية إلى حوالي 3.850.000 كونتليون جول في العام. وفي عام 2002، زادت كمية الطاقة الممتصة في ساعة واحدة عن كمية الطاقة التي استخدمت في العالم في عام واحد. يستهلك التمثيل الضوئي حوالي 3.000 كونتليون جول من الطاقة الشمسية في العام في تكوين الكتل الحيوية. تكون كمية الطاقة الشمسية التي تصل إلى سطح الأرض كبيرة للغاية، لدرجة أنها تصل في العام الواحد إلى حوالي ضعف ما يحصل عليه من مصادر الطاقة الموجودة على الأرض مجتمعة معًا، كالفحم والبترول والغاز الطبيعي واليورانيوم المستخرجة من باطن الأرض.
سوف يظهر في الجدول الخاص بمصادر الطاقة أن الطاقة الشمسية أو طاقة الرياح أو طاقة الكتلة الحيوية ستكون كافية لتوفير كل احتياجاتنا من الطاقة، ولكن الاستخدام المتزايد لطاقة الكتلة الحيوية له تأثير سلبي على الاحتباس الحراري وزيادة أسعار الغذاء بصورة ملحوظة بسبب استغلال الغابات والمحاصيل في إنتاج الوقود الحيوي. لقد أثارت طاقة الرياح والطاقة الشمسية موضوعات أخرى، باعتبار أنها من مصادر الطاقة المتجددة.

## تطبيقات على استخدام الطاقة الشمسية
تشير الطاقة الشمسية بصورة أساسية إلى استخدام الإشعاعات الشمسية في أغراض عملية. على أية حال، تستمد كل مصادر الطاقة المتجددة، باستثناء طاقة المد والجزروطاقة الحرارة الأرضية، طاقتها من الشمس.

تتسم التقنية التي تعتمد على الطاقة الشمسية عمومًا بأنها إما أن تكون سلبية أو إيجابية وفقًا للطريقة التي تستعمل لأجل تحويل وتوزيع ضوء الشمس من خلالها. وتشمل تقنية الطاقة الشمسية الإيجابية استخدام اللوحات الفولتوضوئية والمضخات والمراوح في تحويل ضوء الشمس إلى مصادر أخرى مفيدة للطاقة. هذا، في حين تتضمن تقنية الطاقة الشمسية السلبية عمليات اختيار مواد ذات خصائص حرارية مناسبة وتصميم الأماكن التي تسمح بدوران الهواء بصورة طبيعية واختيار أماكن مناسبة للمباني بحيث تواجه الشمس. تتسم تقنيات الطاقة الشمسية الإيجابية بإنتاج كمية وفيرة من الطاقة، لذا فهي تعد من المصادر الثانوية لإنتاج الطاقة بكميات وفيرة، بينما تعتبر تقنيات الطاقة الشمسية السلبية وسيلة لتقليل الحاجة إلى المصادر البديلة. وبالتالي فهي تعتبر مصادر ثانوية لسد الحاجة إلى كميات زائدة من الطاقة

### التخطيط المدني والمعماري
لقد أثر ضوء الشمس على تصميم المباني منذ بداية التاريخ المعماري. ولقد استخدمت وسائل التخطيط المدني والمعماري المتطورة التي تعتمد على استغلال الطاقة الشمسية لأول مرة بواسطة اليونانيين والصينيين الذين أسسوا بنيانهم بحيث يكون لناحية الجنوب للحصول على الضوء والدفء.
من الخصائص الشائعة للتخطيط المعماري الذي يعتمد على تقنية الطاقة الشمسية السلبية إنشاء المباني بحيث تكون ناحية الشمس معدل الضغط (نسبة مساحة سطح منخفض إلى حجمه) والتظليل الانتقائي (أجزاء من الأبنية متدلية) والكتلة الحرارية. عندما تتوفر هذه الخصائص بحيث تتناسب مع البيئة والمناخ المحلي، فمن الممكن أن تنتج عنها أماكن جيدة الإضاءة ذات مدى متوسط من درجات الحرارة. ويعتبر منزل الفيلسوف اليوناني سقراط الذي يسمى «ميجارون» مثالاً نموذجيًا للتصميمات المعمارية التي تعتمد على تقنيات الطاقة الشمسية السلبية. تستخدم التطبيقات الحديثة الخاصة بالتصميمات المعمارية التي تعتمد على استغلال الطاقة الشمسية بتصميمات تنفذ وتصمم على اجهزة الحاسوب بحيث تجمع بين نظم تكييف الهواء بالطاقة الشمسية/التهوية و[التسخين بالطاقة الشمسية/التدفئة والإضاءة التي تعتمد على ضوء النهار/الإضاءة الشمسية في تصميم معماري لاستغلال الطاقة الشمسية ويكون متكاملاً. من الممكن أن تعوض المعدات التي تعتمد على الطاقة الشمسية الإيجابية، مثل المضخات والمراوح والنوافذ المتحركة، سلبيات التصميمات وتحسن من أداء النظام.
الجزر الحرارية الحضرية (بالإنجليزية: Urban Heat Islands) هي مناطق يعيش فيها الإنسان وتكون درجة حرارتها أعلى من درجة حرارة البيئة المحيطة بها. وتُعزى درجات الحرارة المرتفعة في هذه الجزر إلى الامتصاص المتزايد لضوء الشمس بواسطة المكونات التي تميز المناطق الحضرية، مثل الخرسانة والأسفلت، والتي تكون ذات قدرة أقل على عكس الضوء وسعة حرارية أعلى من تلك الموجودة في البيئة الطبيعية. ومن الطرق المباشرة لمعادلة تأثير الجزر الحرارية طلاء المباني والطرق باللون الأبيض وزراعة النباتات. وباستخدام هذه الطرق، أوضح البرنامج النظري الذي يحمل عنوان «نحو مجتمعات معتدلة المناخ» الذي نُظم في لوس أنجلوس أن درجات الحرارة في المدن يمكن أن تنخفض بحوالي 3 درجات مئوية بتكلفة تقدر بواحد مليار دولار أمريكي، كما أعطى البرنامج تقديرًا لإجمالي الأرباح السنوية التي يمكن تحقيقها من جراء خفض درجات الحرارة؛ حيث تقدر هذه الأرباح بحوالي 530 مليون دولار أمريكي ناتجة عن خفض تكاليف استخدام أجهزة تكييف الهواء وتوفير نفقات الدولة الخاصة بالرعاية الصحية.

### زراعة النباتات والبساتين
يسعى المعنيون بتنمية الزراعة وتطويرها إلى زيادة قدر الاستفادة من الطاقة الشمسية بهدف زيادة معدل إنتاجية النباتات المزروعة. فبعض التقنيات، التي تنظم مواسم الزراعة حسب أوقات العام وتعدل اتجاه صفوف النباتات المزروعة وتنظم الارتفاعات بين الصفوف وتخلط أصناف نباتية مختلفة، يمكن أن تحسن من إنتاجية المحصول. بينما يعتبر ضوء الشمس مصدرًا وفيرًا من مصادر الطاقة، فهناك آراء تلقي الضوء على أهمية الطاقة الشمسية بالنسبة للزراعة. في المواسم التي كانت المحاصيل التي تنمو فيها قصيرة خلال العصر الجليدي الصغير، زرع الفلاحون الإنجليز والفرنسيون مجموعات من أشجار فاكهة طويلة لزيادة كمية الطاقة الشمسية المستغلة إلى الحد الأقصى. حيث تعمل هذه الأشجار ككتل حرارية، كما أنها تزيد من معدل نضج الفاكهة عن طريق الاحتفاظ بالفاكهة في وسط دافئ. وقديمًا كانت تزرع هذه الأشجار عمودياً على الأرض وفي مواجهة الجنوب، ولكن بمرور الوقت، زرعت مائلة لاستغلال ضوء الشمس على أفضل وجه. وفي عام 1699، اقترح "نيكولاس فاشيو دي دويليير" استعمال أحد الآلات التي من الممكن أن تدور على محور بحيث تتبع أشعة الشمس. إن تطبيقات الطاقة الشمسية في مجال الزراعة، بغض النظر عن زراعة المحاصيل، تشمل استعمالها في إدارة آلات ضخ الماء وتجفيف المحاصيل وتفريخ الدجاج وتجفيف السماد العضوي للدجاج. وفي العصر الحديث، استخدمت الطاقة المتولدة بواسطة الألواح الشمسية في عمل عصائر الفاكهة.
وتحول الغرف الزجاجية ضوء الشمس إلى حرارة، مما يؤدي إلى إمكانية زراعة جميع المحاصيل على مدار العام وزراعة (في بيئة مغلفة) أنواع من المحاصيل والنباتات لا يمكن لها أن تنمو في المناخ المحلي. تم استخدام الغرف الزجاجية البدائية لأول مرة في العصر الروماني لزراعة الخيار حتى يمكن توفيره على مدار العام بأكمله للإمبراطور الروماني "تيبريوس". ولقد بنيت أول غرفة زجاجية حديثة لأول مرة في أوروبا في القرن السادس عشر من أجل الاحتفاظ بالنباتات الغريبة التي كانت تجلب من خارج البلاد بعد فحصها. ومن الجدير بالذكر أن الغرف الزجاجية ظلت تعتبر جزءًا مهمًا من زراعة البساتين حتى وقتنا الحالي، واستخدمت المواد البلاستيكية الشفافة أيضًا في الأنفاق المتشعبة وأغطية صفوف النباتات المزروعة للهدف نفسه.

### الإضاءة الشمسية
يعتبر استخدام ضوء الشمس الطبيعي من أنواع الإضاءة الأكثر استخدامًا على مر العصور. وقد عرف الرومانيون حقهم في الاستفادة من الضوء منذ [القرن السادس الميلادي، كما سار الدستور الإنجليزي على المنوال نفسه مؤيدًا ذلك بإصدار قانون التقادم لعام 1832. وفي القرن العشرين أصبحت الإضاءة باستخدام الوسائل الصناعية المصدر الرئيسي للإضاءة الداخلية، ولكن ظلت التقنيات التي تعتمد على استغلال ضوء النهار ومحطات الإضاءة الهجينة التي تعتمد على ضوء الشمس وغيره من طرق تقليل معدل استهلاك الطاقة.

تقوم نظم الإضاءة التي تقوم على ضوء النهار بتجميع وتوزيع ضوء الشمس لتوفير الإضاءة الداخلية. هذا، وتقوم وسائل التكنولوجيا التي تعتمد على الطاقة الشمسية السلبية بصورة مباشرة بتعويض استخدام الطاقة عن طريق استخدام الإضاءة الصناعية بدلاً منها، كما تقوم بتعويض بصورة غير مباشرة استخدام الطاقة غير الشمسية عن طريق تقليل الحاجة إلى تكييف الهواء. يقدم استخدام الإضاءة الطبيعة أيضًا فوائد عضوية ونفسية بالمقارنة مع الإضاءة الصناعية، وذلك على الرغم من صعوبة تحديد هذه الفوائد بالضبط. ذلك، حيث تشتمل تصميمات الإضاءة التي تعتمد على ضوء النهار على اختيار دقيق لأنواع النوافذ وحجمها واتجاهها، كما قد يتم الأخذ في الاعتبار وسائل التظليل الخارجي. وتتضمن التطبيقات الفردية من هذا النوع من الإضاءة الطبيعة وجود أسقف مسننة ونوافذ علوية للإضاءة وتثبيت أرفف على النوافذ لتوزيع الإضاءة وفتحات إضاءة في أعلى السقف وأنابيب ضوئية. قد يمكن تضمين هذه التطبيقات في تصاميم موجودة بالفعل، ولكنها تكون أكثر فاعلية عندما يتم دمجها في تصميم شامل يعتمد على الطاقة الشمسية بحيث يهتم ببعض العوامل مثل سطوع الضوء وتدفق الحرارة والاستغلال الجيد للوقت. عندما يتم تنفيذ هذه التطبيقات بصورة سليمة، فمن الممكن أن يتم تقليل حجم الطاقة اللازمة للإضاءة بنسبة 25%.
تعتبر نظم الإضاءة الشمسية الهجينة من سبل استغلال الطاقة الشمسية الإيجابية في الإضاءة الداخلية. تقوم هذه النظم بتجميع ضوء الشمس باستخدام مرايا عاكسة متحركة تبعًا لحركة الشمس، كما تتضمن أليافًا ضوئية لنقل الضوء إلى داخل المبنى لزيادة الإضاءة العادية. وفي التطبيقات التي يتم الاستعانة بها في المباني ذات الطابق الواحد، تكون هذه النظم قادرة على نقل 50% من ضوء الشمس المباشر الذي يتم استقباله.
تعتبر الإضاءة المستمدة من الشمس التي يتم اختزانها في أثناء النهار واستخدامها في الإضاءة في الليل من الأشياء المألوفة رؤيتها على طول الطرق وممرات المشاة.[بحاجة لمصدر]
وعلى الرغم من أنه يتم استغلال ضوء النهار كإحدى طرق استخدام ضوء الشمس في توفير الطاقة، فإنه يتم الحد من الأبحاث الحديثة التي يتم إجراؤها، حيث أوضحت بعض النتائج العكسية: فهناك عدد من الدراسات التي أوضحت أن هذه الطريقة ينتج عنها توفير للطاقة، بيد أن هناك الكثير من الدراسات التي أظهرت أن هذه الطريقة ليس لها أي أثر على معدل استهلاك الطاقة، بل وقد تؤدي أيضًا إلى حدوث فقد في الطاقة، ولا سيما عندما يتم أخذ استهلاك البنزين في الحسبان. يتأثر معدل استهلاك الكهرباء بصورة كبيرة بالناحية الجغرافية والمناخية والجوانب الاقتصادية، مما يزيد من صعوبة استنباط نتائج عامة من دراسات فردية.

### حرارة الشمس
من الممكن أن يتم استخدام التقنيات التي تعتمد على استغلال حرارة الشمس في تسخين الماء وتدفئة وتبريد الأماكن وعملية توليد حرارة.

#### تسخين الماء
تستخدم نظم التسخين التي تعمل بالطاقة الشمسية ضوء الشمس في تسخين الماء. ففي المنخفضات الجغرافية التي تقع (تحت 40 درجة)، يمكن أن يتم توفير ما يتراوح من 60 إلى 70% من الماء الساخن المستخدم في المنازل بدرجات حرارة ترتفع إلى 60 درجة مئوية بواسطة نظم التسخين التي تعمل بالطاقة الشمسية. ويعتبر من أكثر أنواع سخانات المياه التي تعمل بالطاقة الشمسية الأنابيب المفرغة (44%) والألواح المستوية المصقولة (34%) التي تستخدم بصفة عامة لتسخين الماء في المنازل، وكذلك الألواح البلاستيكية غير المصقولة (21%) التي تستخدم بصفة رئيسية في تدفئة مياه حمامات السباحة.
بالنسبة لعام 2007، كان إجمالي سعة نظم تسخين الماء التي تعمل بالطاقة الشمسية حوالي 154 جيجا وات.

#### التدفئة والتبريد والتهوية
في الولايات المتحدة الأمريكية، تحتل نظم التدفئة والتبريد والتكييف نسبة 30% (4.65 كونتليون جول) من الطاقة المستخدمة في أماكن العمل وحوالي 50% (10.1 كونتليون جول) من الطاقة المستخدمة في المباني السكنية. يمكن استخدام تقنيات نظم التدفئة والتبريد والتهوية التي تعتمد على الطاقة الشمسية لتعويض قدر من هذه الطاقة.

يُقصد بالكتلة الحرارية أية مادة يمكن استخدامها لتخزين الحرارة – الحرارة المنبعثة من الشمس إذا كنا نخص الطاقة الشمسية بالذكر. وتشتمل هذه المواد على الحجارة والأسمنت والماء. ومن الناحية التاريخية، لقد تم استخدام هذه المواد في المناطق ذات المناخ الجاف أو المناخ المعتدل الدافئ للاحتفاظ ببرودة المباني في فترات النهار عن طريق امتصاص الطاقة الشمسية في أثناء النهار وإطلاق الحرارة المخزنة في الأجواء الباردة في فترات الليل. على أية حال، يمكن استخدام هذه المواد أيضًا في المناطق الباردة بشكل متوسط للاحتفاظ بالدفء فيها. ويتوقف حجم ومكان الخامات المستخدمة في تخزين حرارة الشمس على عدة عوامل، مثل الظروف المناخية والإضاءة في فترات النهار والظل. وعندما يتم تضمين هذه المواد في التصميمات، تعمل الكتلة الحرارية على الحفاظ على درجة حرارة المكان في مدى مناسب وتقلل من الحاجة إلى وسائل إضافية للتدفئة أو التبريد.
تعتبر المدخنة التي تعمل بالطاقة الشمسية (أو المدخنة الحرارية، في هذا السياق) إحدى نظم التهوية التي تعمل بالطاقة الشمسية السلبية والتي تتألف من عمود رأسي متصل بداخل المبنى وخارجه. فعندما ترتفع درجة حرارة المدخنة، فإن الهواء الموجود داخل المبنى يتم تسخينه لذلك ينتج عنه تيار هواء صاعد يرتفع لأعلى ويحل محله هواء بارد. يمكن أن يتم تحسين نتائج المدخنة عن طريق استخدام مواد ذات كتلة حرارية وأسطح مصقولة بطريقة تحاكي كيفية عمل الصوب الزجاجية.
تم استخدام النباتات والأشجار النفضية كوسيلة للتحكم في نظم التدفئة والتبريد التي تعمل بالطاقة الشمسية. فعندما تمت زراعة هذه النباتات على الناحية الجنوبية من أحد المباني، قامت أوراقها بتوفير الظل للمكان في أثناء فصل الصيف، بينما سمحت الأغصان غير المورقة لضوء الشمس بالدخول في المبنى في أثناء فصل الشتاء. ونظرًا لأن الأشجار غير المورقة تقوم بحجب من 1/3 إلى 1/2 الإشعاعات الشمسية الساقطة، فهناك توازن بين فوائد الظل في فصل الصيف والطرف المناظر له والمتمثل في الافتقار إلى التدفئة في فصل الشتاء. وبالنسبة للمناخ الذي تزيد فيه درجات التدفئة بصورة ملحوظة، لا ينبغي أن تتم زراعة الأشجار النفضية على الناحية الجنوبية من المبنى لأنها ستؤثر على الطاقة الشمسية المتاحة في فصل الشتاء. على أية حال، تمكن زراعة مثل هذه الأشجار على الناحيتين الشرقية والغربية من المبنى لتوفير قدر من الظل في فصل الصيف دون التأثير بصورة ملحوظة على الطاقة الشمسية التي يتم الحصول عليها في فصل الشتاء.

#### معالجة الماء
يُستخدم التقطير الشمسي لجعل الماء المالح والماء متوسط الملوحة صالحًا للشرب. وأول من استخدم هذا الأسلوب علماء الكيمياء العرب في القرن السادس عشر. هذا وقد تم تأسيس أول مشروع تقطير شمسي ضخم في عام 1872 في مدينة «لاس ساليناس» التشيلية المتخصصة في التعدين. ويستطيع المصنع، الذي تبلغ مساحة منطقة تجميع الطاقة الشمسية الموجودة به 4.700 متر مربع، إنتاج ما يصل إلى 22.700 ليتر من الماء النقي يوميًا لمدة 40 عامًا. ومن أنواع التصميمات الفردية لأجهزة التقطير الشمسي الأجهزة ذات السطح المنحدر المفرد والمزدوج (التي تشبه الصوبة الزجاجية) والأجهزة الرأسية والمخروطية وذات الألواح الماصة العكسية ومتعددة التأثير. ومن الممكن أن تعمل هذه الأجهزة في وضع نشط أوغير نشط أو مختلط. وتُعد أجهزة التقطير ذات السطح المنحدر المزدوج الأقل تكلفة ويمكن استخدامها في الأغراض المنزلية، بينما تُستخدم الأجهزة متعددة التأثير في التطبيقات واسعة النطاق.
تعتمد عملية تطهير الماء باستخدام الطاقة الشمسية على تعريض زجاجات بلاستيكية من تيرفثالات البولي إيثيلين مملوءة بالماء الجاري تطهيره لضوء الشمس لعدة ساعات. وتختلف مدة تعريضها للشمس حسب حالة الجو، وتتراوح من 6 ساعات كحد أدنى إلى يومين في أسوأ الظروف الجوية. وتنصح منظمة الصحة العالمية بالقيام بعملية تطهير الماء باستخدام الطاقة الشمسية كأسلوب بسيط لمعالجة الماء في المنازل والتخزين الآمن لها. ومن الجدير بالذكر أن أكثر من مليوني شخص في البلاد النامية يستخدمون عملية تطهير الماء باستخدام الطاقة الشمسية لمعالجة ماء الشرب العادية المستخدمة يوميًا.
 يمكن استخدام الطاقة الشمسية مع برك الماء الراكد لمعالجة ماء الصرف دون استخدام مواد كيميائية أو الكهرباء. ومن المميزات البيئية الأخرى لهذا الأسلوب أن الطحالب تنمو في مثل هذه البرك وتستهلك ثاني أكسيد الكربون في عملية البناء الضوئي.
علاوة على ذلك، يتم استخدام الطاقة الشمسية أيضًا في إزالة السموم من الماء الملوث بواسطة التحلل الضوئي.[بحاجة لمصدر]ولكن تكاليف هذه العملية محل نقاش وجدل.

#### الطهو بالطاقة الشمسية
إن الطباخ الشمسي جهاز يستخدم ضوء الشمس في الطهو والتجفيف والبسترة. وتنقسم أنواعه إلى ثلاث فئات: صناديق تحبس الحرارة ومواقد مكثفات منحنية (بارابولاكس) ومواقد مسطحة على شكل ألواح. وأبسط الأنواع هو الصناديق الحابسة للحرارة – وتم إنشاء أول جهاز بواسطة "هوراس دي سوسير" في عام 1767. وتتكون صناديق الطهو الحابسة للحرارة بشكل أساسي من وعاء معزول وغطاء شفاف. ويمكن استخدامه بشكل فعال في الظروف الجوية السيئة؛ حيث ترتفع درجة حرارته كثيرًا لتصل إلى ما يتراوح بين 90 و150 درجة مئوية.، أما بالنسبة لمواقد الطهو المسطحة على شكل ألواح، فإنها تتكون من لوح عاكس لتوجيه أشعة الشمس إلى الوعاء المعزول، وينتج عنها درجة حرارة مرتفعة تصل إلى درجات مشابهة لتلك التي تصل إليها صناديق الطهو الحابسة للحرارة. أما المواقد المكثفات المنحنية (بارابولاكس)، فيحتوي على أدوات ذات أشكال هندسية عديدة (طبق ووعاء ومرايا Fresnel) التي تعمل على تجميع أشعة الشمس وتركيزها على وعاء الطهو. وينتج عن هذا النوع من المواقد درجة حرارة مرتفعة تصل إلى 315 درجة مئوية وأكثر، ولكنها تحتاج إلى ضوء مباشر لكي تعمل بشكل سليم ويجب أن يتم تغيير وضعها بحيث تكون مواجهة للشمس.
أما بالنسبة للوعاء المجمع للطاقة الشمسية، فهو عبارة عن وسيلة لتركيز أشعة الشمس تم استخدامها في المطبخ الشمسي في أوروفيل في الهند، حيث تم استخدام عاكس كروي الشكل ثابت يركز الضوء على طول خط عمودي على السطح الداخلي للكرة، وهناك نظام تحكم بالكمبيوتر يعمل على تحريك وعاء الاستقبال ليتقاطع مع هذا الخط. وينتج البخار في وعاء الاستقبال بدرجات حرارة تصل إلى 150 درجة مئوية ثم يُستخدم بعد ذلك في عمليات التسخين في الطهو.
قام «ولفجانج سكيفلر» باختراع عاكس في عام 1986، والذي يُستخدم في العديد من المطابخ التي تعمل بالطاقة الشمسية. ويتكون عاكس «سكيفلر» من طبق ذي قطع مكافئ ومرن يجمع بين صفات الوعاء وأجهزة التركيز البرجية. ويستخدم التعقب القطبي لمتابعة الحركة اليومية للشمس ويتم تعديل زاوية انحناء العاكس تبعًا لاختلاف المواسم والفصول ووفقًا لزاوية سقوط ضوء الشمس. من الممكن أن ترتفع درجة حرارة هذا العاكس لتصل إلى ما يتراوح بين 450 و650 درجة مئوية كما أن لها نقطة بؤرية ثابتة والتي تسهل من عملية الطهو. ويوجد أكبر عاكس «سكيفلر» في العالم في مدينة "راجاستان" في الهند، ويستطيع طهو ما يزيد عن 35.000 وجبة في اليوم. وفي عام 2008، كان قد تم إنشاء ما يزيد عن 2.000 جهاز طهو «سكيفلر» ضخم في كل أنحاء العالم.

#### المتطلبات الحرارية
إن وسائل تركيز الطاقة الشمسية، مثل وحدة التجميع الشمسي على شكل قطع مكافئ والوعاء والعاكس «سكيفلر»، من الممكن أن توفر معالجة حرارية للأغراض الصناعية والتجارية. وقد كان أول نظام تجاري هو مشروع الطاقة الشمسية المتكاملة في شيناندو في ولاية جورجيا في الولايات المتحدة الأمريكية، حيث تم استخدام 114 وحدة تجميع شمسي على شكل قطع مكافئ، واستطاعوا توفير 50% من متطلبات عملية المعالجة الحرارية والمتطلبات الكهربائية ومتطلبات تكييف الهواء لأحد مصانع الملابس. هذا، وقد وفر جهاز استهلاك الطاقة لإنتاج الحرارة أو الكهرباء والمتصل بالشبكة 400 كيلو وات من الكهرباء بالإضافة إلى طاقة حرارية في صورة بخار قدره 401 كيلو وات ومياه مبردة قدرها 468 كيلو وات، كما كانت له القدرة على تخزين الحرارة لمدة ساعة واحدة كحد أقصى.
من ناحية أخرى، فإن برك التبخير عبارة عن برك ضحلة تعمل على تركيز المواد الصلبة المذابة خلال عملية التبخر. وتُستخدم هذه البرك للحصول على الملح من ماء البحر، ويُعد ذلك من أقدم الاستخدامات للطاقة الشمسية. أما الاستخدامات الحديثة لها، فتتمثل في زيادة تركيز المحاليل الملحية المستخدمة في عملية التعدين بالترشيح وإزالة المواد الصلبة المذابة من الأبخرة.
تعمل أحبال الغسيل والمناشر المتنقلة والحوامل على تجفيف الملابس من خلال التبخير بواسطة الرياح وضوء الشمس دون استهلاك الكهرباء أو الغاز الحيوي. وفي عدد من الولايات الأمريكية، هناك بعض القوانين التي تحمي حق تجفيف الملابس.
إن حوائط التجميع بالارتشاح غير المصقولة عبارة عن حوائط مثقبة تواجه الشمس وتُستخدم في تسخين الهواء المستخدم في التهوية مسبقًا. ومن الممكن أن ترفع هذه الحوائط من درجة حرارة الهواء الداخل إلى 22 درجة مئوية بينما ترفع درجة حرارة الهواء الخارج إلى ما يتراوح بين 45 و60 درجة مئوية. ومن الجدير بالذكر أن الفترة القصيرة لعمل حوائط التجميع بالارتشاح (من 3 إلى 12 سنة) تجعلها بديلاً مؤثرًا على التكلفة بشكل أكبر من نظم التجميع المصقولة. وفي عام 2003، كان قد تم تركيب أكثر من 80 نظام ملحق بها مساحة للمجمع تبلغ 35.000 متر مربع في كل أنحاء العالم، منها حائط تجميع تبلغ مساحته 860 متر مربع في كوستاريكالتجفيف حبوب القهوة، وحائط تجميع تبلغ مساحته 1.300 متر مربع في كويمباتور في الهند لتجفيف نبات القطيفة.

### توليد الكهرباء
يمكن تحويل ضوء الشمس المباشر إلى كهرباء باستخدام محولات فولتوضوئية (PV) وعملية تركيز الطاقة الشمسية (CSP) والعديد من الأساليب التجريبية الأخرى. وتُستخدم المحولات الفولتوضوئية بشكل أساسي لإمداد الأجهزة الصغيرة والمتوسطة بالكهرباء، بدءًا من الآلة الحاسبة التي يتم تشغيلها بواسطة خلية شمسية واحدة إلى المنازل التي لا تحتوي على شبكة كهرباء والتي يتم إمدادها بالكهرباء بواسطة مجموعة من الخلايا الفولتوضوئية. وكان يتم توليد الكهرباء على نطاق واسع بواسطة محطات تركيز الأشعة الشمسية، ولكن الآن أصبحت محطات المصفوفات الضوئية الجهدية التي تنتج كمية كبيرة من الكهرباء مثل نظم توليد الطاقة الشمسية أكثر شيوعًا. وفي عام 2007 أصبحت محطة الطاقة التي تنتج الكهرباء بقدرة 14 ميجاواط الموجودة في كلارك كاونتي في نيفادا، وكذلك المحطة التي تعمل بقدرة 20 ميجاواط في بينيكساما في إسبانيا أوضح سمتين على الاتجاه نحو إنشاء محطات طاقة شمسية جهدية عملاقة في الولايات المتحدة وأوروبا.
وكمصدر طاقة متجدد، تتطلب الطاقة الشمسية مصدرا داعما، والذي يمكن أن يتمثل في طاقة ريحية بشكل جزئي. ويتم عادةً الحصول على هذا الدعم من البطاريات، ولكن الأجهزة عادةً ما تستخدم طاقة كهرومائية التي يتم تخزينها عن طريق الضخ. ويقوم معهد تكنولوجيا توليد الطاقة الشمسية في جامعة كاسل باختبار محطة طاقة افتراضية متصلة بنظام لتخزين الطاقة، حيث يمكن توليد الطاقة من الطاقة الشمسية أو طاقة الرياحأو الغاز العضوي والطاقة الكهرومائية التي يتم تخزينها عن طريق الضخ، لتوفير طاقة كافية للاستخدام بشكل مستمر؛ بحيث يعتمد المشروع على مصادر متجددة فقط.

#### استخدامات الطاقة الشمسية
إن البركة الشمسية هي بركة من المياه المالحة (غالبًا ما يتراوح عمقها بين 1 و2 متر) تعمل على تجميع وتخزين الطاقة الشمسية. وكان أول من طرح فكرة البرك الشمسية الدكتور «رودولف بلوك» في عام 1948 بعد أن قرأ تقارير حول بحيرة في المجر ترتفع فيها درجة الحرارة كلما اتجهنا إلى الأعماق. نتج ذلك عن الأملاح الموجودة في ماء البحيرة، والتي أدت إلى زيادة الكثافة ومنع تيارات الحمل الحراري. وتم عمل نموذج أولي في عام 1958 على شاطئ البحر الميت بالقرب من مدينة القدس. كانت هذه البركة تتكون من طبقات من المياه تتدرج درجة ملوحتها من محلول ملحي ضعيف في الأعلى إلى محلول ملحي قوي في الأسفل. وكانت هذه البركة الشمسية تتسم بإمكانية رفع درجة حرارة طبقاتها السفلية إلى 90 درجة مئوية كما تتمتع بالقدرة على توليد الكهرباء من الطاقة الشمسية بنسبة 2%.
تقوم الأجهزة الكهربائية الحرارية أو الفولتوضوئية بتحويل الفرق في درجة الحرارة بين المواد المختلفة إلى تيار كهربي. في البداية، تم استخدام هذا الأسلوب لتخزين الطاقة الشمسية بواسطة أحد رواد هذه الصناعة «موتشوت» في القرن التاسع عشر،  ثم عادت الأجهزة الكهربائية الحرارية إلى الظهور في الاتحاد السوفييتي خلال ثلاثينيات القرن العشرين. وتحت إشراف العالم السوفييتي «أبرام لوف» تم استخدام نظام تركيز لتوليد الكهرباء باستخدام الأجهزة الكهربائية الحرارية لتوليد طاقة لإدارة محرك قدرته 1 حصان. بعد ذلك، تم استخدام مولدات الكهرباء الحرارية في برنامج الفضاء الأمريكي كأسلوب لتحويل الطاقة لإمداد مهمات فضائية لمسافات بعيدة بما يلزمها من طاقة، مثل مهمات كاسيني وجاليليو وفايكينج. وعملت الأبحاث الخاصة في هذا المجال على زيادة كفاءة هذه الأجهزة من 7-8% إلى 15-20%. كما يمكن توليد الطاقة الكهربائية من الطاقة الشمسية وذلك باستخدام نظام المرايا الخاص والذي استخدم في إسبانيا لتوليد الكهرباء وذلك باستخدام قوة اشعة الشمس على تبخير المياه والاستفادة من البخار بتوليد التيار الكهربائي.

### التفاعلات الكيميائية الشمسية
إن التفاعلات الكيميائية الشمسية تستخدم الطاقة الشمسية لإنتاج تفاعلات كيميائية. وتعتبر هذه التفاعلات الكيميائية مصدرًا بديلاً للطاقة التي كان من الممكن أن تأتي من مصدر آخر، ومن الممكن أن تحول الطاقة الشمسية إلى وقود قابل للتخزين والنقل. ويمكن تقسيم التفاعلات الكيميائية التي تدخل فيها الطاقة الشمسية إلى تفاعلات كيميائية حرارية وتفاعلات كيميائية ضوئية.
تُعد تقنيات إنتاج الهيدروجين من أهم المجالات المتعلقة بالتفاعلات الكيميائية الشمسية منذ سبعينيات القرن العشرين. وبعيدًا عن التحليل الكهربائي الناتج عن الخلايا الفولتوضوئية أو الكيميائية الضوئية، تم اكتشاف العديد من التفاعلات الكيميائية الحرارية أيضًا. وإحدى هذه الطرق تتمثل في استخدام أجهزة التركيز في شطري الماء إلى أكسجين وهيدروجين في درجات حرارة عالية جدًا (تتراوح من 2300 إلى 2600 درجة مئوية). كما أن هناك أسلوب آخر يستخدم الحرارة الناتجة عن أجهزة تركيز الطاقة الشمسية لإعادة تشكيل الأبخرة الناتجة عن الغاز الطبيعي، مما يزيد من النسبة الكلية للهيدروجين مقارنةً بأساليب إعادة التشكيل العادية. أما بالنسبة للدورات الكيميائية الحرارية التي تتسم بتفكيك وإعادة تكوين المواد المتفاعلة الداخلة في التفاعل، فإنها تُعتبر وسيلة أخرى لإنتاج الهيدروجين. إن عملية تحليل أكسيد الزنك باستخدام الطاقة الشمسية والتي تحت التطوير في معهد وايزمان للبحث العلمي تستخدم فرن شمسي جهده 1 ميجا وات لتحليل وتفكيك أكسيد الزنك في درجات حرارة أعلى من 1200 درجة مئوية. ويعمل هذا التفاعل الأولي على إنتاج زنك نقي، والذي يمكنه أن يتفاعل بعد ذلك مع الماء لإنتاج الهيدروجين.
تتمثل تقنية معامل "سانديا" في مشروع «صن شاين للبترول» في استخدام درجات الحرارة العالية الناتجة عن تركيز أشعة الشمس مع مادة حفازة مثل مركبات الزركونيوم أو مركب الفريت لتحليل ثاني أكسيد الكربون الموجود في الجو إلى أكسجين وأول أكسيد الكربون. بعد ذلك، يمكن استخدام أول أكسيد الكربون لتكوين الوقود العادي، مثل الميثانول والجازولين ووقود الطائرات.
إن الجهاز الكهربائي الضوئي عبارة عن بطارية يعمل المحلول الموجود بها (أو ما يحل مكانه) كوسط كيميائي غني بالطاقة عند إضاءة البطارية. وهذه المركبات الوسيطة الغنية بالطاقة يمكن أن يتم تخزينها لكي تتفاعل بعد ذلك مع أقطاب الخلية لإنتاج جهد كهربي. وتُعتبر الخلية الكيميائية المكونة من ثيونين الفريت مثالاً على هذه التقنية.
تتكون الخلايا الكيميائية الكهربية الضوئية من شبه موصل، غالبًا ما يكون ثاني أكسيد التيتانيوم أو أحد مركبات التيتانات، مغمور في محلول إليكتروليتي.عندما يسري تيار كهربي ويضيء شبه الموصل ينشأ فرق جهد كهربي. وهناك نوعان من الخلايا الكيميائية الكهربية الضوئية: يتمثل النوع الأول في الخلايا الكهربية الضوئية التي تحول الضوء إلى كهرباء، بينما يتمثل النوع الثاني في الخلايا الكيميائية الضوئية التي تستخدم الضوء في إنتاج تفاعلات كيميائية مثل التحليل الكهربي..

### سيارات تعمل بالطاقة الشمسية
لقد كان اختراع سيارة تعمل بالطاقة الشمسية من أهم الأهداف في مجال الهندسة منذ ثمانينيات القرن العشرين. ويقام مرتين سنويًا سباق «وورلد سولار تشالنج» للسيارات، السباق العالمي للسيارات التي تعمل بالطاقة الشمسية، حيث تلتقي فرق من الجامعات والمؤسسات وتتنافس على قطع مسافة 3.021 كيلومتر (1.877 ميل) عبر أستراليا من "داروين" إلى أديلايد. في عام 1987، عندما تم تأسيس هذا السباق، كان متوسط سرعة السيارة الفائزة يبلغ 67 كيلومتر في الساعة (42 ميل في الساعة)، وفي عام 2007، زاد متوسط سرعة السيارة الفائزة إلى 90.87 كيلومتر في الساعة (56.46 ميل/س)90.87 كيلومتر في الساعة (56.46 ميل في الساعة). فإن سباقي سباق شمال أمريكا للسيارات الشمسية وسباق جنوب أفريقيا للسيارات الشمسية مشابهان للسباق الأول، والذين يعكسان مدى الاهتمام العالمي بتصميم وتطوير سيارات تعمل بالطاقة الشمسية.
هناك بعض السيارات التي تستخدم ألواح الطاقة الشمسية للحصول على المزيد من الطاقة، لتستخدمها على سبيل المثال لتكييف الهواء والحفاظ على جو معتدل داخل السيارة، مما يقلل من استهلاك الوقود.

تم إنشاء أول قارب يعمل بالطاقة الشمسية في إنجلترا في عام 1975. وفي عام 1995، بدأت قوارب المسافرين التي تحتوي على اللوحات الفولتوضوئية في الظهور، والتي تُستخدم الآن بشكل شائع. أما في عام 1996، كان القارب "كينيتشي هوري" هو أول قارب يعمل بالطاقة الشمسية يعبر المحيط الهادئ، بينما كان القارب «صن 21 كاتماران» هو أول قارب يعمل بالطاقة الشمسية يعبر المحيط الأطلنطي في شتاء 2006-2007. كما أنه من المخطط الإبحار حول العالم باستخدام قارب يعمل بالطاقة الشمسية في عام 2010.
في عام 1974، تعتبر "صن رايز 2"، وهي طائرة غير مزودة بطاقم عمل بشري، أول طائرة بالطاقة الشمسية تقوم برحلة طيران. وفي التاسع والعشرين من أبريل عام 1979،  تعتبر "سولار رايزر" أول طائرة تقوم بأول رحلة باستخدام الطاقة الشمسية، مع التحكم فيها بشكل كامل ووجود طاقم عمل كامل ووصلت إلى ارتفاع 40 قدم (12 م)40 قدم (12 متر). وفي عام 1980، كانت طائرة "جوسمار ألباتروس" مزودة أحد أنواع الطائرات التي تعمل بالطاقة الشمسية" أول طائرة تقوم برحلات سابقة من نوعها بواسطة طيار باستخدام الطاقة الفولتوضوئية فقط. تبع ذلك سريعًا قيام طائرة طائرة "سولار تشالنجر" بعبور القناة الإنجليزية في شهر يوليو عام 1981. وفي عام 1990، قام "إيريك رايموند" بـ 21 رحلة من كاليفورنيا إلى كارولينا الشمالية باستخدام طائرة تعمل بالطاقة الشمسية. بعد ذلك،  من التطورات مما أدى إلى ظهور مرة أخرى طائرات غير مزودة بطاقم عمل بشري وتعمل بالطاقة الشمسية؛ حيث تتمثل أول عودة لهذه الطائرات في طائرة باثفايندر التابعة لوكالة ناسا للفضاء عام 1997، ثم توالى بعد ذلك العديد من التصميمات الأخرى، وأهمها طائرة هليوس التي سجلت رقمًا قياسيًا في الارتفاع في الجو بالنسبة لطائرة لا تدفعها الصواريخ، حيث وصل ارتفاعها إلى 29.524 متر (96.860 قدم) في عام 29,524 متر (96,864 قدم)2001. وتُعد الطائرة "زيفاير" آخر الطائرات التي تعمل بالطاقة الشمسية والتي سجلت أرقامًا قياسية، ولقد قامت بتطويرها شركة "بي إيه إي"؛ حيث طارت لمدة 54 ساعة في الجو في عام 2007. ومن المتوقع أن تكون هناك رحلات تستمر لمدة شهر في الجو في عام 2010.[بحاجة لمصدر]
أما بالنسبة للمنطاد الشمسي، فهو عبارة عن منطاد أسود مملوء بهواء عادي وعندما تشرق أشعة الشمس على المنطاد، يسخن الهواء الموجود داخله ويتمدد مما يؤدي إلى وجود قوة دافعة لأعلى، مثل المنطاد المملوء بالهواء الذي يتم تسخينه صناعيًا. وبعض المناطيد الشمسية تكون كبيرة بدرجة كافية تسمح بحمل الإنسان، ولكن يقتصر استخدامها على محلات الأدوات الترفيهية لأن نسبة مساحة سطحها إلى وزن الحمل الصافي تكون عالية نسبيًا.
أما السفن التي تعمل بالطاقة الشمسية، فإنها شكل من أشكال سفن الفضاء التي يتم دفعها باستخدام مرايا رقيقة للاستفادة من ضغط الطاقة المشعة الناتجة عن الشمس. وعلى العكس من الصواريخ، فإن السفن التي تعمل بالطاقة الشمسية لا تحتاج إمدادها بالوقود. وعلى الرغم من أن قوة الدفع لأعلى ضعيفة بالمقارنة بتلك التي تخص الصواريخ، فإن السفينة تستمر في الصعود طوال فترة إشراق الشمس عليها ويمكن أن تحقق سرعات عالية في الفضاء.
تجدر الإشارة إلى أن المناطيد المزودة بمحرك والتي تصل لارتفاعات عالية عبارة عن طائرة غير مزودة بطاقم عمل بشري وتستمر في الطيران لمدة طويلة كما أن وزنها أخف من وزن الهواء وتستخدم غاز الهليوم لرفعها وخلايا شمسية ذات طبقة رقيقة لإمدادها بالطاقة. وعقدت قسم القذف الصاروخي في وزارة الدفاع الأمريكية اتفاقية مع شركة "لوكهيد مارتن" لمقاولات التسليح الأمريكية لإنشاء طائرة تصل لارتفاعات عالية لتعزيز نظام الدفاع بالصواريخ الباليستية.
وتُعتبر هذه المناطيد المزودة بمحرك أفضل من الطائرات التي تعمل بالطاقة الشمسية نظرًا لأنها لا تحتاج إلى استمرار إمدادها بالطاقة لكي تظل محلقة في الهواء، كما أن مساحة كبيرة من سطحها الخارجي يكون معرضًا كثيرًا للشمس.

## أساليب تخزين الطاقة
بالطبع، لا يمكن الحصول على الطاقة الشمسية خلال الليل. ومن ثم، يُعد تخزين الطاقة أمرًا ضروريًا لأن أنظمة الطاقة الحديثة تحتاج إلى مصدر طاقة متاح طوال الوقت.
إن نظم الكتل الحرارية تستطيع تخزين الطاقة الشمسية في صورة حرارة في درجات حرارة مفيدة للأغراض المنزلية سواءً بشكل يومي أو على مدار الموسم. وتستخدم أجهزة تخزين الحرارة عمومًا المواد المتاحة بالفعل ذات سعة حرارية نوعية عالية، مثل الماء والتراب والأحجار. وتستطيع الأجهزة جيدة الصنع أن تقلل توقعات الطلب القصوى من الطاقة وتحول مدة الاستخدام إلى الاستخدام في غير ساعات الذروة وتقلل من متطلبات التسخين والتبريد الكلية.
تُعد المواد متغيرة الطور مثل شمع البرافين وملح جلوبر من مصادر تخزين الطاقة الحرارية أيضًا. وهذه المواد تكون غير مكلفة وجاهزة للاستخدام ويمكنها الوصول إلى درجات حرارة مفيدة للأغراض المنزلية (64 درجة مئوية تقريبًا). وكان فندق «دوفر هاوس» في مدينة «دوفر» في ماساتشوستس أول من استخدم جهاز تخزين حرارة يعمل بملح جلوبر في عام 1948.
يمكن تخزين الطاقة الشمسية بدرجات حرارة عالية جدًا باستخدام الأملاح المذابة. وتُعد الأملاح وسيلة فعالة للتخزين لأنها منخفضة التكلفة ولها سعة حرارية نوعية عالية ويمكن أن تجعل درجة الحرارة تصل إلى درجات مناسبة لتلك الخاصة بأجهزة تخزين الطاقة العادية. وقد استخدم مشروع «سولار تو» هذا الأسلوب لتخزين الطاقة، مما سمح له بتخزين 1.44 تريليون جول في خزان سعته 68 متر مكعب بكفاءة تخزين سنوية نسبتها 99%.
من المعتاد أن تستخدم الأجهزة الفولتوضوئية غير المتصلة بالشبكة البطاريات القابلة للشحن لتخزين الكهرباء الزائدة. وبواسطة الأجهزة المتصلة بالشبكة، يمكن إرسال الكهرباء الزائدة إلى شبكة النقل. وبرامج قياس الشبكة تمنح هذه الأجهزة بيان بكمية الكهرباء التي تقوم بتوصيلها إلى الشبكة. وهذا البيان يكون معادلاً للكهرباء التي توفرها الشبكة عندما لا يستطيع الجهاز تلبية الاحتياجات الكهربائية، باستخدام الشبكة كوسيلة تخزين فعالة.
إن الطاقة الكهرومائية التي يتم تخزينها عن طريق الضخ تعمل على تخزين الطاقة في صورة ماء يتم ضخه عندما يكون هناك مصدر للطاقة من خزان قليل الارتفاع إلى خزان مرتفع. ويتم استعادة الطاقة عندما تكون هناك حاجة إلى مزيد من الطاقة عن طريق تحرير الماء لتجري خلال مولد طاقة كهربي مائي.

## التطوير والتوزيع والاقتصاد
بدءًا بالاستخدام المتزايد للفحم الذي تزامن مع الثورة الصناعية، تحول استهلاك الطاقة بشكل ثابت من الخشب والكتل الحيوية إلى الوقود الحفري. ونتج التطور المبكر لتقنيات استخدام الطاقة الشمسية، والذي بدأ في ستينيات القرن التاسع عشر، عن توقع احتمالية ندرة الفحم في وقت قريب. ومع ذلك، فقد أصبح تطور تقنيات استخدام الطاقة الشمسية أبطء في بدايات القرن العشرين نظرًا لازدياد استخدام الفحم والبترول ولوفرته ورخص ثمنه.
أدى حظر استخدام النفط في عام 1973 وأزمة الطاقة التي حدثت في عام 1979 إلى إعادة تنظيم سياسات استهلاك الطاقة حول العالم وإعادة الاهتمام مجددًا بتطوير تقنيات استخدام الطاقة الشمسية. وقد ركزت استراتيجيات توزيع الطاقة على البرامج المحفزة مثل برنامج «استخدام الطاقة الفولتوضوئية الفيدرالي» في الولايات المتحدة الأمريكية وبرنامج «صن شاين» في اليابان. كذلك، ومن مظاهر الجهود التي بذلت أيضًا إنشاء أماكن ومعامل للبحث العلمي في الولايات المتحدة الأمريكية (معامل SERI والمعروفة حاليًا بالمعامل القومية لمصادر الطاقة المتجددة وفي اليابان؛ (منظمة تطوير تكنولوجيا الصناعة والطاقة الجديدة)وفي ألمانيا؛ جمعية فراونهوفر.
ISE)
بدأت سخانات الماء التجارية التي تعمل بالطاقة الشمسية في الظهور في الولايات المتحدة الأمريكية في تسعينيات القرن التاسع عشر. وشهدت هذه الأجهزة استخدامًا متزايدًا حتى عشرينيات القرن العشرين، ولكنها اُسْتُبْدِلَت بالتدريج بوقود تسخين أرخص ثمنًا وأكثر فاعلية. وكما هو الحال بالنسبة للأجهزة التي تعمل بالطاقة الفولتوضوئية، فإن سخانات الماء التي تعمل بالطاقة الشمسية جذبت الانتباه مجددًا إليها نتيجةً لأزمة النفط في سبعينيات القرن العشرين، ولكن تقلص حجم هذا الاهتمام في ثمانينيات القرن العشرين بسبب هبوط أسعار البترول. واستمر تطور أجهزة تسخين الماء التي تعمل بالطاقة الشمسية بشكل مطرد على مدار التسعينيات وأصبح متوسط معدل النمو 20% في السنة منذ 1999. وعلى الرغم من عدم الاهتمام بأجهزة تسخين الماء بالطاقة الشمسية عمومًا، فإنها تُعد أكبر تقنيات استخدام الطاقة الشمسية وأكثرها شيوعًا، والتي وصلت قدرتها تقريبًا إلى 154 جيجا وات في عام 2007.
القدرة الإنتاجية العالمية من الطاقة الشمسية:
تعدت القدرة الإنتاجية العالمية من الطاقة الشمسية الآن (أكتوبر 2010) إلى 30 غيغاواط أي ما يكفي تزويد 10 ملايين أسرة بالطاقة الشمسية النظيفة، حسب موقع نقودي

## معايير المنظمة الدولية للتوحيد القياسي
- علامة ايزو 9050: عام 2003. خاصة بجودة الزجاج في المباني حيث يُقاس مدى قدرته على نقل ضوء الشمس المباشر لداخل المبنى ومدى جودته لنقل الطاقة الشمسية وكذلك الأشعة فوق البنفسجية وغيرها من العوامل المتعلقة بمدى صقل الزجاج
- علامة ايزو 9059: عام 1990.خاصة بالطاقة الشمسية، ومدى جدوى أجهزة البايروهيلوميتر للقياس الميداني مقارنة بالنوع المنعكس من نفس الأجهزة
- علامة ايزو 9060: عام 1990. خاصة بالطاقة الشمسية، تحديد وتصنيف أدوات قياس الإشعاع الشمسي على نصف الكرة والمباشر
- علامة ايزو 9488: عام 1999. خاصة بالطاقة الشمسية، المفردات
- علامة ايزو 9553 : عام 1997. خاصة بالطاقة الشمسية، طرق اختبار أختام مطاطية تمت إعادة تشكيلها وختم المركبات المستخدمة في المجمعات (باللغة الإنكليزية فقط)
- علامة ايزو 9845 : عام 1992. خاصة بالطاقة الشمسية، يرجع إلى إرسال الإشعاع الطيفي الشمسي في ظل ظروف استقبال مختلفة على الأرض، لجزء 1 : إرسال ضوء إشعاعي عادي مباشر ونصف كروي للكتلة الهوائية قدرها 1.5 (باللغة الإنكليزية فقط)
- علامة ايزو 9846 : عام 1993. خاصة بالطاقة الشمسية، مدى جدوى أجهزة بايروهيلوميتر للقياس الميداني مقارنة بالنوع المنعكس من نفس الأجهزة
- علامة ايزو 9847 : عام 1992. خاصة بالطاقة الشمسية، مدى جدوى أجهزة بايروهيلوميتر للقياس الميداني مقارنة بالنوع المنعكس من نفس الأجهزة
- علامة ايزو 9901: المنظمة الدولية للتوحيد القياسي / طن تبريد 9901 : عام 1990. خاصة بالطاقة الشمسية—أجهزة بايروهيلوميتر للقياس الميداني، الممارسات الموصى بها للاستعمال (باللغة الإنكليزية فقط)
- علامة ايزو 10217|المنظمة الدولية للتوحيد القياسي / 10217 طن تبريد : عام 1989.خاصة بالطاقة الشمسية—نظم تسخين الماء—دليل اختيار المواد باعتبار معدل تآكل جزيئاتها الداخلية

## وصلات خارجية
- مشروع «دزرتك»